# Коляда Анатолій Юрійович
Анато́лій Ю́рійович Коляда́ — український військовик, головний сержант 2-го полку охорони особливо важливих державних об'єктів (2-го Шосткинського полку) Національної гвардії України, учасник російсько-української війни, що трагічно загинув під час російського вторгнення в Україну 2022 року.

## Життєпис
Анатолій Коляда народився 1990 року в м. Шостка (нині Шосткинського району) на Сумщині. Військову службу проходив у складі 2-го полку охорони особливо важливих державних об'єктів Національної гвардії України у м. Шостка. У ході російського вторгнення в Україну 30 березня 2022 року на фронті під час виконання бойових завдань Анатолій Коляда зазнав проникного осколкового поранення. Лікарі намагалися врятувати воїна, втім, їм це зробити не вдалося.
Урочисте прощання з воїном відбулося в Шостці на Сумщині 3 квітня 2022 року. Разом з Анатолієм Колядою поховали Андрія Кагальняка та В'ячеслава Бірюка, які також загинули під час виконання бойових завдань у ході російського вторгнення в Україну 30 березня 2022 року.

## Нагороди
- Орден «За мужність» III ступеня (2022, посмертно) — за особисту мужність і самовіддані дії, виявлені у захисті державного суверенітету та територіальної цілісності України, вірність військовій присязі[4].